# Строкач, Пётр Павлович
Пётр Павлович Строкач (бел. Пётр Паўлавіч Строкач; 22 марта 1937, Мотыкалы, Полесское воеводство — 13 сентября 2017, Брест) — советский и белорусский химик, ректор народного университета охраны природы города Бреста (1985—1990).

## Биография
Петр Строкач родился 21 марта 1937 года на хуторе Мотыкалы (ныне — Брестского района Брестской области). Воспитывался в рабочей семье. Несмотря на тяжелое материальное состояние семьи, он в 1960 году окончил Брестский государственный университет имени А. С. Пушкина по специальности «Биология. Химия».
Трудовую деятельность начал учителем химии и биологии в школе, затем работал инженером-химиком в Брестской областной типографии.
В 1969 году поступил в аспирантуру Киевского института коллоидной химии и химии воды Академии Наук УССР. Под руководством д.т. н., профессора Леонида Адольфовича Кульского досрочно подготовил и успешно защитил кандидатскую диссертацию «Исследование процесса и разработка технологии электрохимической очистки природных вод в электролизе с растворимым алюминиевым анодом» (1973 г.).
По окончании аспирантуры Петр Павлович Строкач работает в Брестском государственном техническом университете.
Имеет ученое звание доцента (1979 г.), профессора (1993 г.).
Член-корреспондент Международной академии наук экологии и безопасности жизнедеятельности (1996 г.).
Петр Павлович около 20 лет руководил кафедрами: вначале водоснабжения и очистки природных вод, а с 1990 года кафедрой инженерной экологии и химии. Победитель конкурса «Лучший лектор года».
Ректор народного университета охраны природы города Бреста (1985—1990).
Научная школа Петра Павловича Строкача по технологии электрохимической очистки природных вод привлекала многих студентов занятиям наукой, научные работы студентов на республиканских конкурсах получали призовые категории. По окончании вуза они продолжили свою научную деятельность в аспирантуре, трое из них защитили кандидатские диссертации под руководством Петра Павловича. Результаты научных исследований Петра Павловича «Обезжелезивание, обеззараживание воды ионами серебра и ее консервация» внедрены на предприятиях города Бреста, Брестской области и СНГ. Долгие годы руководил научно-техническим сотрудничеством с Белостокским политехническим институтом (РП). Был руководителем задания Государственной программы научных исследований «Механика, техническая диагностика, металлургия» — 3.1.05 «Исследование физико-химических процессов обработки сплавов на основе алюминия для получения изделий с новыми функциональными свойствами» (госрегистрации 20113075).
Автор более 300 научных, учебно-методических, справочных изданий и патентов.
Является членом редколлегии журнала «Вестник Брестского государственного технического университета» (серия Водохозяйственное строительство, теплоэнергетика и геоэкология).
Награжден: Почетными грамотами Министерства образования Республики Беларусь; Брестского областного, городского районного исполнительных комитетов; Брестского областного комитета природных ресурсов и охраны окружающей среды; университета, грамотами природоохранных и спортивных организаций, промышленных предприятий города Бреста.
Имя Строкача Петра Павловича как выдающегося ученого внесено в Белорусскую энциклопедию (том 18).
Умер 13 сентября 2017 года. Похоронен в Бресте на кладбище «Плоска».

## Награды
- Бронзовая медаль ВДНХ
- Медаль «Ветеран БрГТУ» (2016)

## Научные издания
| №  | Дата | Автор | Заглавие |
| -- | ---- | --- | --- |
| 1  | 1978 | Белорусская республиканская студенческая конференция по проблемам строительства и архитектуры (1 ; 1978 ; Брест)  | Первая республиканская студенческая конференция по проблемам строительства и архитектуры, 16―18 мая 1978 года : тезисы докладов / [редакционно-издательская комиссия: П. П. Строкач (председатель) и др.] |
| 2  | 1978 | | Очистка воды электрокоагуляцией |
| 3  | 1980 | Строкач, Петр Павлович (кандидат технических наук; род. 1937)                                                     | Практикум по технологии очистки природных вод : учебное пособие для специальности 1217 «Рациональное использование водных ресурсов и обезвреживание промстоков» / П. П. Строкач, Л. А. Кульский |
| 4  | 1989 | Брестская областная межвузовская науч.-практ. конф., посвященная 70-летию образования БССР и КПБ (1989).          | Областная межвузовская научно-практическая конференция, посвященная 70-летию образования БССР и КПБ, Брест, 5-6 янв. 1989 г. : Тез. докл. / Редкол.: П. П. Строкач (отв. ред.) и др |
| 5  | 1992 | «Наука и мир», научно-техническая конференция (20 ; 1992)                                                         | Тезисы докладов XX научно-технической конференции в рамках проблемы «Наука и мир» : [в 2 ч.] / Брест. политехн. ин-т; редкол.: П. П. Строкач (гл. ред.) [и др.] |
| 6  | 1992 | Научно-техническая конференция в рамках проблемы «Наука и мир» (20 ; 1992 ; Брест)                                | Тезисы докладов XX научно-технической конференции в рамках проблемы «Наука и мир» / [редколлегия: П. П. Строкач (главный редактор) и др.] |
| 7  | 1994 | Научно-техническая конф.в рамках проблемы «Наука и мир» (21;1994;Брест).                                          | Тезисы докладов XXI научно-технической конференции в рамках проблемы «Наука и мир» / Редкол.:П. П. Строкач (гл.ред.) и др. — Ч.1 |
| 8  | 1994 | | Тезисы докладов XXI научно-технической конференции в рамках проблемы «Наука и мир» / Редкол.:П. П. Строкач (гл.ред.) и др |
| 9  | 1996 | Брестский политехнический институт. Научно-техническая конференция, посвященная 30-летию института (1996 ; Брест) | Материалы научно-технической конференции, посвященной 30-летию института / Редкол.: П. П. Строкач (отв. ред.) и др. — Ч.1 |
| 10 | 1996 | | Материалы научно-технической конференции, посвященной 30-летию института / Редкол.: П. П. Строкач (гл. ред.) и др |
| 11 | 1996 | | Методические указания к разработке раздела «Охрана окружающей среды» в дипломных проектах : Для студентов днев. и заоч. форм обучения / Брест. политехн. ин-т, Каф. инж. экологии; [Сост.: П. П. Строкач и др.] |
| 12 | 1996 | | Материалы научно-технической конференции, полсвященной 30-летию института / Редкол.: П. П. Строкач (гл. ред.) и др |
| 13 | 1996 | | Материалы научно-технической конференции, посвященной 30-летию института / Редкол.: П. П. Строкач (отв. ред.) и др |
| 14 | 1996 | Брестский политехнический институт. Научно-техническая конференция, посвященная 30-летию института (1996 ; Брест) | Материалы научно-технической конференции, полсвященной 30-летию института / Редкол.: П. П. Строкач (гл. ред.) и др. — Ч.2 |
| 15 | 1996 | Брестский политехнический институт. Научно-техническая конференция, посвященная 30-летию института (1996 ; Брест) | Материалы научно-технической конференции, посвященной 30-летию института / Редкол.: П. П. Строкач (гл. ред.) и др. — Ч.3 |
| 16 | 1997 | Строкач, Петр Павлович (кандидат технических наук; род. 1937)                                                     | Словарь терминов по химии и технологии воды / Брест. политехн. ин-т |
| 17 | 1997 | Строкач, Петр Павлович (кандидат технических наук; род. 1937)                                                     | Словарь терминов по химии и технологии воды : [1067 терминов] / Брест.политехн.ин-т |
| 18 | 1997 | Строкач, Петр Павлович (кандидат технических наук; род. 1937)                                                     | Словарь терминов по химии и технологии воды / Брест.политехн.ин-т |
| 19 | 2001 | | Новое в экологии и безопасности жизнедеятельности : Материалы обл. науч.-техн. конф. / Под ред. П. П. Строкач |
| 20 | 2002 | Яловая, Наталья Петровна (кандидат технических наук; род. 1968)                                                   | Экология и гидрохимия : Словарь-справочник / Н. П. Яловая, П. П. Строкач |
| 21 | 2003 | | Методические рекомендации по расчету и выбору струйных комплексов для защиты воздушной и водной среды от загрязнений по дисциплине «Отраслевая экология» для студентов всех специальностей дневной и заочной формы обучения / Учреждение образования «Брест. гос. техн. ун-т», Каф. инженер. экологии и химии; [Сост.: П. П. Строкач и др.] |
| 22 | 2004 | Строкач, Петр Павлович (кандидат технических наук; род. 1937)                                                     | Экология гидросферы : пособие для студентов, аспирантов и инженер.-техн. работников / П. П. Строкач, Н. П. Яловая |
| 23 | 2004 | Яловая, Наталья Петровна (кандидат технических наук; род. 1968)                                                   | Экология и гидрохимия : Слов.-справ. / Н. П. Яловая, П. П. Строкач |
| 24 | 2005 | | Новые образовательные технологии в экологической подготовке студентов : материалы областной научно-методической конференции, 3-4 июня 2005 г. / редколлегия: П. П. Строкач (главный редактор) и др |
| 25 | 2006 | | Методические указания к организации и проведению учебно-исследовательских работ по экологическим дисциплинам для студентов всех специальностей дневной и заочной форм обучения / Министерство образования Республики Беларусь, Учреждение образования «Брестский государственный технический университет», Кафедра инженерной экологии и химии; [составители: П. П. Строкач, Н. П. Яловая]                                                        |
| 26 | 2008 | | Методические указания к выполнению контрольных работ по дисциплине "Отраслевая экология" : для студентов специальностей: 70 02 01 "Промышленное и гражданское строительство", 70 03 01 "Автомобильные дороги" заочной формы обучения / Министерство образования Республики Беларусь, Учреждение образования "Брестский государственный технический университет", Кафедра инженерной экологии и химии ; [составители: Н. П. Яловая, П. П. Строкач] |
| 27 | 2008 | | Правила поведения и действия населения в чрезвычайных ситуациях : методические указания по защите населения и хозяйственных объектов в чрезвычайных ситуациях / Министерство образования Республики Беларусь, Учреждение образования "Брестский государственный технический университет", Кафедра инженерной экологии и химии ; [составители: П. П. Строкач, Н. П. Яловая]                                                                        |
| 28 | 2009 | | Определение категории опасности предприятий. Организация санитарно-защитных зон : методические указания для лабораторно-практических занятий по экологическим дисциплинам / Министерство образования Республики Беларусь, Учреждение образования «Брестский государственный технический университет», Кафедра инженерной экологии и химии; [составители: П. П. Строкач, Н. П. Яловая]                                                             |
| 29 | 2010 | Яловая, Наталья Петровна (кандидат технических наук; род. 1968)                                                   | Инженерная гидроэкология : пособие / Н. П. Яловая, П. П. Строкач, О. П. Бурко |
| 30 | 2012 | Яловая, Наталья Петровна (кандидат технических наук; род. 1968)                                                   | Экология : курс лекций : для технических специальностей учреждений высшего образования / Н. П. Яловая, П. П. Строкач |

## Семья

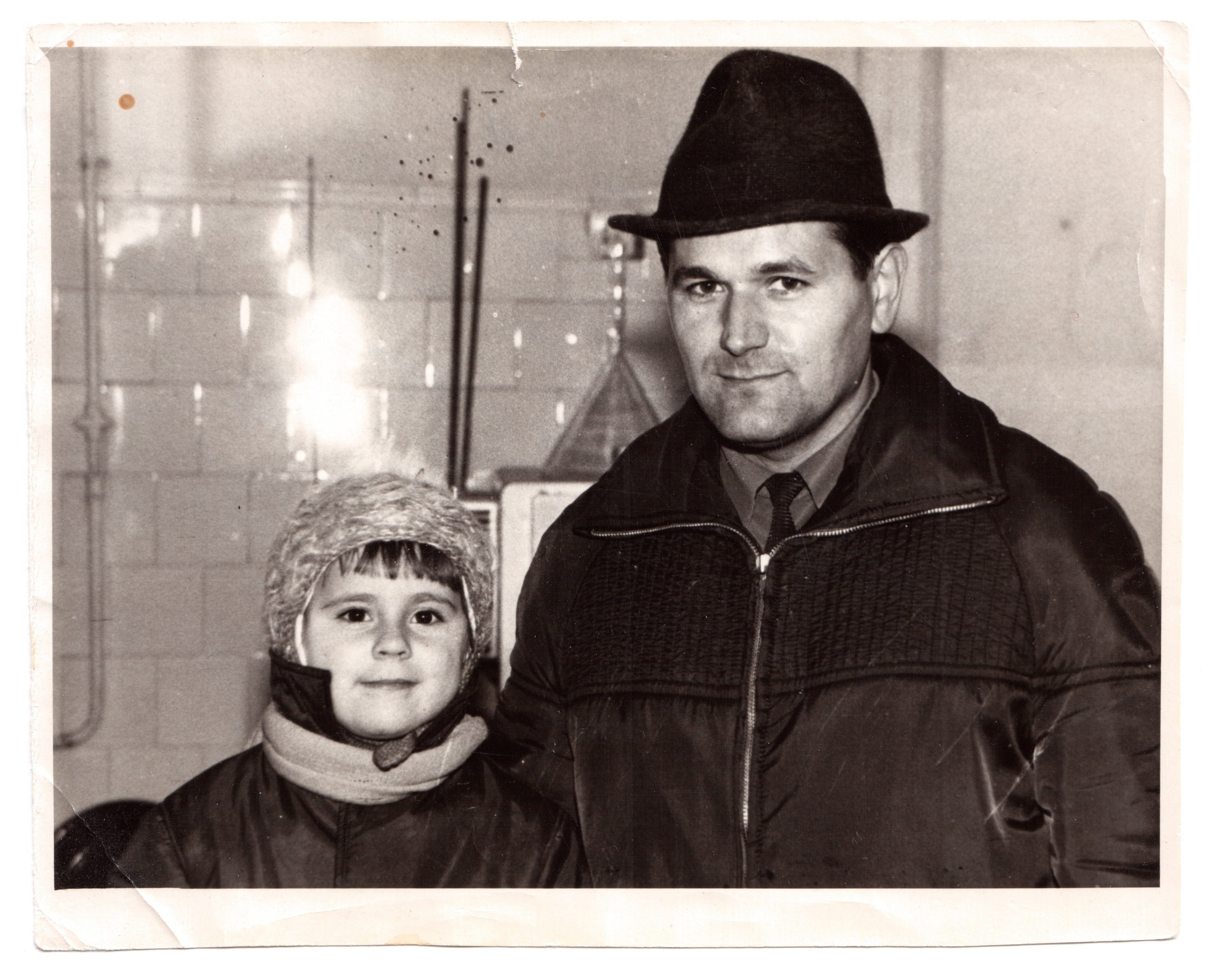
Строкач Петр Павлович и дочь Наталья. г. Киев, 1971 год

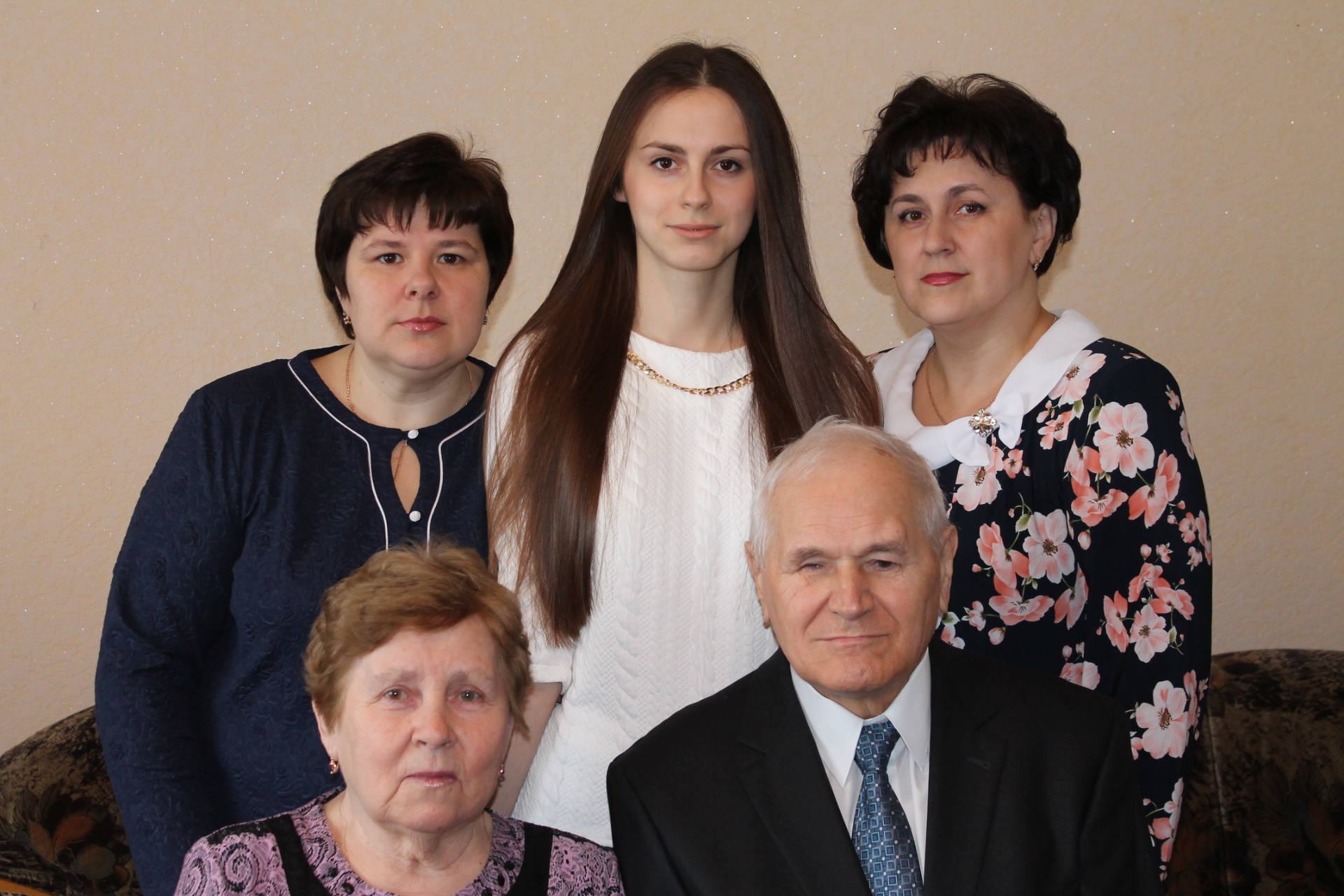
в верхнем ряду — Бурко Оксана Петровна, Яловая Юлия Сергеевна, Яловая Наталья Петровна; в нижнем ряду — Строкач Таисия Владимировна, Строкач Петр Павлович. г. Брест, 2015 год

Отец — Павел Якимович. Умер в 1990 году в возрасте 85 лет.
Мать — Екатерина Андреевна. Скончалась в 2000 году в возрасте 90 лет.
Жена — Таисия Владимировна по образованию полиграфист, работает в БрГТУ
Дочери — Яловая Наталья и Бурко Оксана
Брат — Андрей Павлович, по образованию физик-ядерщик, замдиректора ФГУП «Научно-исследовательский институт электрофизической аппаратуры им. Д. В. Ефремова» в г. Санкт-Петербург.
Сестра — Соня Павловна
Четверо внуков.